# Stefano Arquilla
Stefano Arquilla (* 6. November 1960 in Rom) ist ein italienischer Filmschaffender.

## Leben
Arquilla studierte von 1979 bis 1986 Drehbuch und Regie, worauf er in verschiedenen Funktionen an Filmen beteiligt war – während der Studienzeit auch einige Male als Schauspieler. 1989 drehte er seinen ersten eigenen Film, Il diritto di vivere, der aber nur geringe Verbreitung fand. Seine Haupttätigkeit liegt auf dem Gebiet des Film-Marketing.